# YZ Ceti
YZ Ceti ist ein Roter Zwerg im Sternbild Cetus (Walfisch). Obwohl er mit einem Abstand von etwa 12 Lichtjahren der Sonne relativ nahe ist, kann der Stern aufgrund seiner geringen scheinbaren Helligkeit von nur etwa 12 mag mit dem bloßen Auge nicht beobachtet werden. Er besitzt ein Planetensystem, das aus mindestens drei, möglicherweise aber auch vier, Exoplaneten besteht.
Der Namensteil „YZ“ folgt den Regeln zur Benennung veränderlicher Sterne und besagt, dass YZ Ceti der 53. veränderliche Stern ist, der im Sternbild Walfisch entdeckt wurde.

## Eigenschaften
YZ Ceti ist ein UV-Ceti-Stern (Flarestern), der periodisch Änderungen in seiner Leuchtkraft zeigt. Seine Masse beträgt nur etwa 13 % der Masse der Sonne, der Stern ist etwa 5000 mal lichtschwächer als sie.

## Planetensystem
Im August 2017 verkündete ein Team von Astronomen um Nicola Astudillo-Defru nach Messungen mit dem Échelle-Spektrographen HARPS der Europäischen Südsternwarte (ESO) die Entdeckung von drei Planeten um YZ Ceti. Zum Zeitpunkt ihrer Entdeckung waren sie die masseärmsten mit Hilfe der Radialgeschwindigkeitsmethode gefundenen Exoplaneten.
Die drei Planeten tragen die Bezeichnungen YZ Ceti b, YZ Ceti c und YZ Ceti d und sind ihrem Zentralstern um ein Vielfaches näher als Merkur der Sonne. Ihre Umlaufzeiten betragen nur zwischen etwa 2 und 4,6 Erdtagen. Ihre Mindestmassen sind der Masse der Erde vergleichbar. So hat YZ Ceti b die 0,7-fache, YZ Ceti c die 1,14-fache, und YZ Ceti d die 1,09-fache Mindestmasse der Erde. YZ Ceti b und YZ Ceti c kreisen weiterhin annähernd in einer 2:3-Resonanz um YZ Ceti. Ein noch weiter innen kreisender und noch masseärmerer Planet mit einer Mindestmasse von 0,472 Erdmassen und einer Umlaufzeit von 1,04 Erdtagen wird für möglich gehalten, konnte aber nicht sicher bestätigt werden. Eine Studie im Jahr 2020 konnte keine Hinweise auf diesen vierten Planeten finden.
| Planet (nach Entfernung vom Stern) | Entdeckung (Jahr) | Masse (in M⊕) | Umlaufzeit (in Tagen) | Große Halbachse (in AE) | Exzentrizität | Gleichgewichts- temperatur (Kelvin) |
| ---------------------------------- | ----------------- | ------------- | --------------------- | ----------------------- | ------------- | ----------------------------------- |
| YZ Ceti b                          | 2017              | 0,70 ± 0,09   | 2,0209 ± 0,0001       | 0,0163 ± 0,0004         | 0,06 ± 0,06   | 471,2 ± 2,2                         |
| YZ Ceti c                          | 2017              | 1,14 ± 0,11   | 3,0599 ± 0,0001       | 0,0216 ± 0,0005         | 0,0           | 410,3 ± 2,0                         |
| YZ Ceti d                          | 2017              | 1,09 ± 0,12   | 4,6563 ± 0,0003       | 0,0285 ± 0,0007         | 0,07 ± 0,05   | 356,7 ± 1,7                         |

## Nächstgelegene Nachbarn
YZ Ceti ist Tau Ceti, einem gelben Zwergstern der Spektralklasse G8, ungewöhnlich nahe. Beide Sterne sind nur etwa 1,6 Lichtjahre voneinander entfernt. Dies ist lediglich etwas mehr als ein Drittel der Distanz der Sonne zu ihrem nächsten Nachbarn Proxima Centauri. Wie bei YZ Ceti wurde auch um Tau Ceti ein Planetensystem nachgewiesen.